# Köln-Volkhovener Weg
Köln-Volkhovener Weg – przystanek kolejowy S-Bahn Rhein-Ruhr w Kolonii, w kraju związkowym Nadrenia Północna-Westfalia, w Niemczech. Znajdują się tu 2 perony. Nazwa przystanku wzięła się od ulicy Volkhovener Weg, pod którą się znajduje.